# Zawada (województwo lubuskie)
Zawada (niem. Saude, łuż. Zawod) – wieś w Polsce położona w województwie lubuskim, w powiecie krośnieńskim, w gminie Gubin.
W latach 1975–1998 miejscowość należała administracyjnie do województwa zielonogórskiego.
Po raz pierwszy w formie dokumentu wspomniano o niej w roku 1357 pod nazwą (niem. Sauwade), w 1459 Sawade, w 1481 Saude, w 1527 Sowoda, a w 1538 Szawada. Zawada należała od 1621 do 1936 do posiadłości w Gębicach i podlegała parafii Kościoła Klasztornego w Guben. W kościele znajduje się tablica, która przypomina o poległych żołnierzach z I wojny światowej, w tym z Zawady. Należący do wsi młyn wodny, znany pod nazwą "Perlmühle" (Perłowy Młyn) był kiedyś ulubionym miejscem wycieczkowym między Zawadą i Bieżycami, ale już nie istnieje, a stawy wyschły. W 1952 roku wieś zamieszkiwało 95 osób. Od 2005 roku wieś ma sieć wodną.